# タバコ入れ

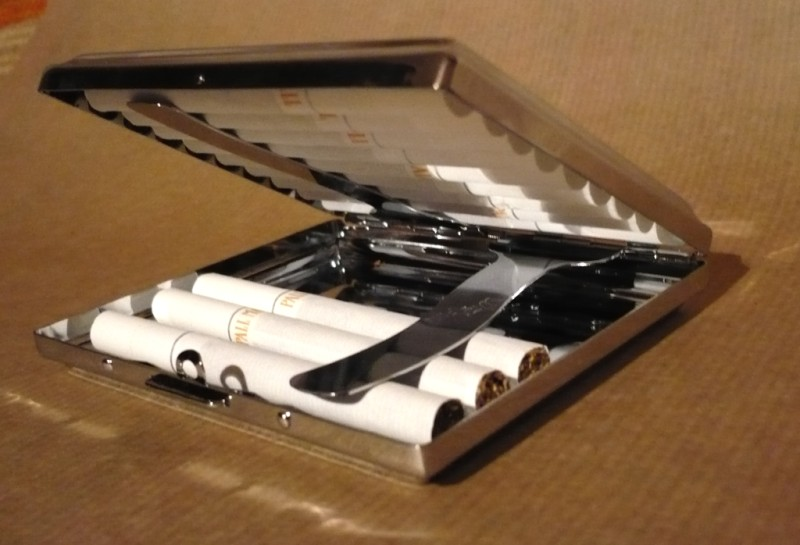
アルミ製のタバコ入れ

タバコ入れ（英：cigarette case、cigarette tin)はタバコを入れるための容器である。中身がぐしゃぐしゃにならないようにするため、金属など頑丈な素材で作られていることが多く、たいていは2つ折りにした平たい形状であり、ばねや伸縮性のあるひもで開け閉めができるようになっている。
たいていは両側に数本ずつ入れる仕組みとなっている一方、箱入りタバコをそのまま保管するタイプのものもある。

## 形状・用途

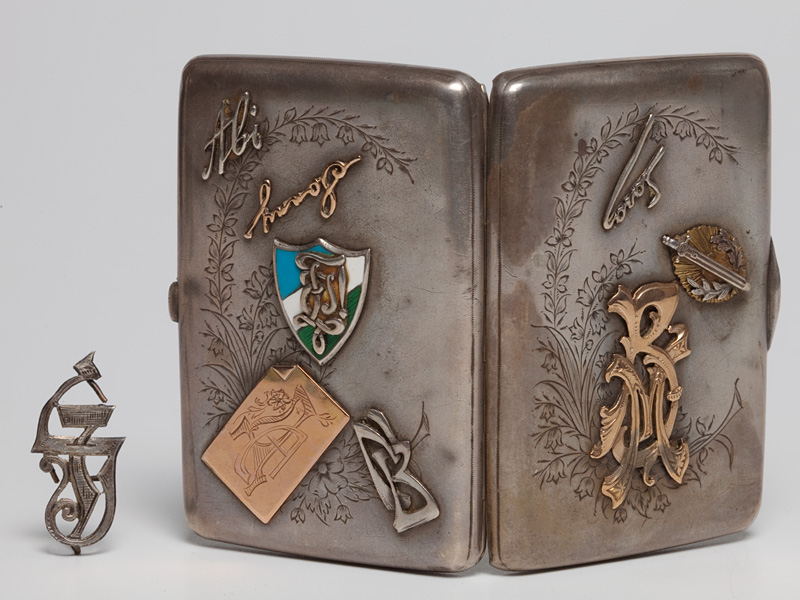
ユダヤ系学生サークルのロゴが刻まれたタバコ入れ。Jewish Museum of Switzerland所蔵。

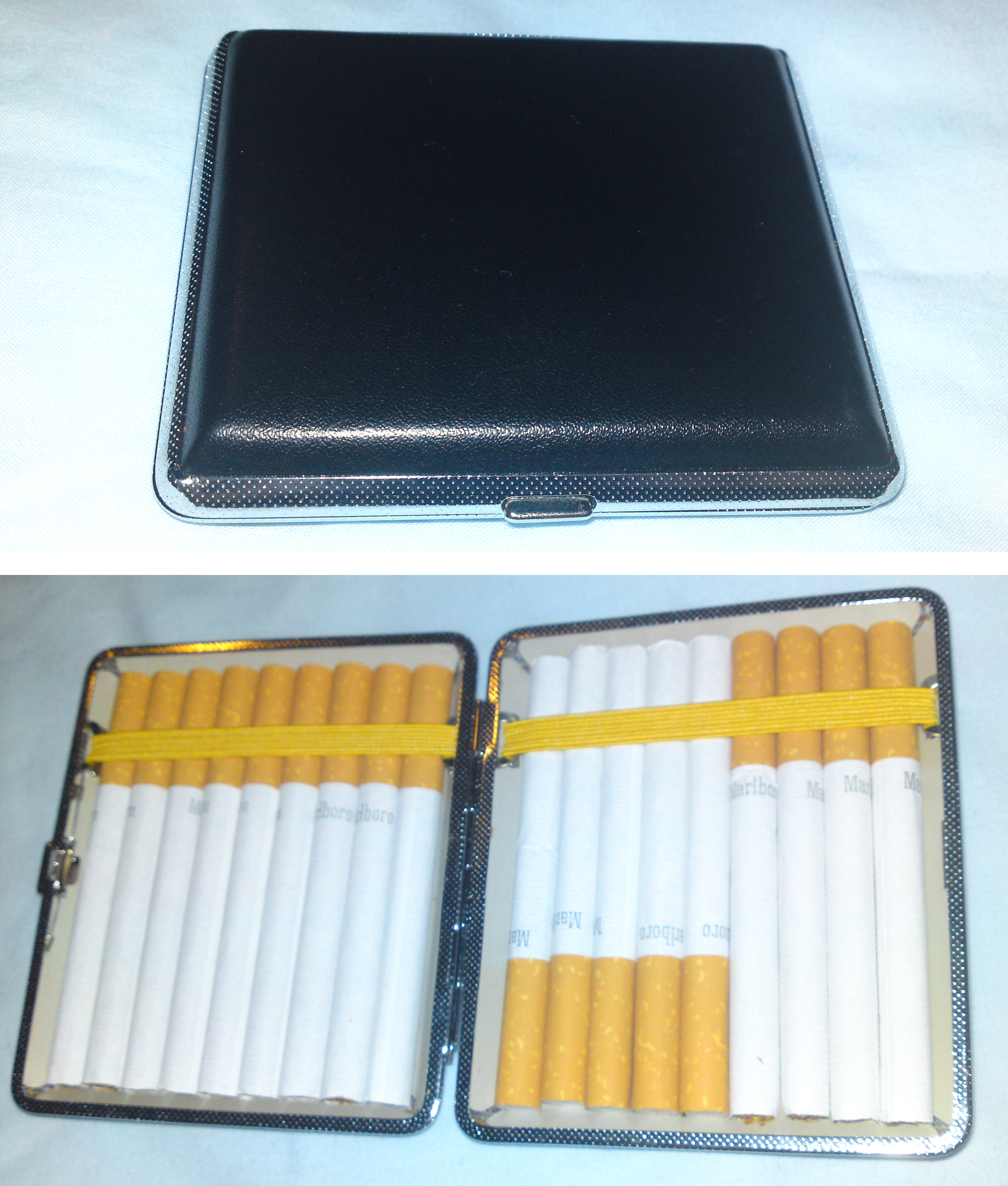
タバコ入れの一例

現代においてはプラスチック製のタバコ入れも存在するほか、ライターや灰皿が内蔵されたタイプもある。
また、サイズが小さいことから、タバコとは無関係のものを入れることもできる。

### シガレット・ボックス
シガレット・ボックスとは、葉巻の保湿箱に相当するものであり、木やガラスなどでできている。この箱はタバコ入れよりも大きい分タバコの入る量も多く、家主や客人が使えるよう、事務机やコーヒーテーブルの上に置いてあることが多い。1920年代から30年代に一般的だったタイプは50本も入ることから"flat fifties"と呼ばれることもあった。

## アクセサリおよびコレクターズ・アイテムとしてのタバコ入れ

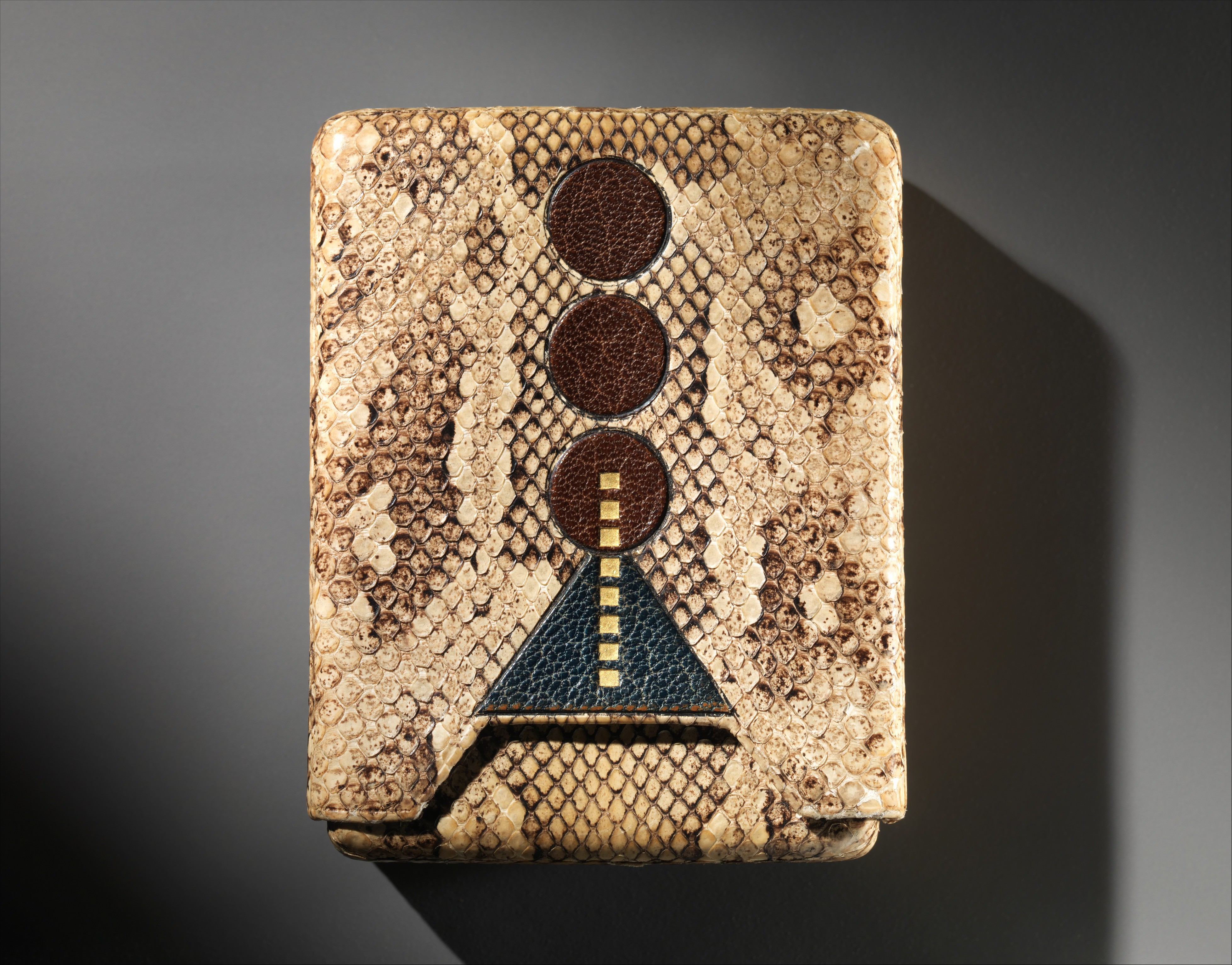
蛇皮 を用いたタバコ入れ。1925年ごろ

喫煙文化において、タバコ入れはアクセサリ としての一面もあり、素材に貴金属や宝石を用いたり、 エングレービングやモノグラムを施すこともあった。 インペリアル・イースター・エッグで知られるピーター・カール・ファベルジェも、 皇帝一家のために金や宝石をあしらったタバコ入れを献上しており たとえば ダニエル・スティールが所有しているタバコ入れの場合は25,000ドルの価値がついているという。
また、タバコ入れは収集の対象となることもある
一般的に「シルバーのタバコ入れ」と言われるものは、クロムめっきであることが多いものの、銀メッキやアルミ、さらにはスターリングシルバーが用いられることもあった。 
NAICSにおいて、タバコ入れの装飾を行う事業者は339914 "Costume jewelry and novelty manufacturing"に割り振られる

## 歴史
江戸時代の日本においては、擬革紙で作られたタバコ入れが伊勢参りの土産物として人気を集めた。
弾除けとしての効能があったことから、第一次および第二次世界大戦に参加した兵士たちの間で愛用されてきた。
2003年、欧州連合におけるたばこ警告表示の取り決めに関する不備がきっかけで、物騒な警告表示を見たくないというニーズからタバコ入れが急に売れるようになった。